# Ždírec nad Doubravou
Ždírec nad Doubravou (německy Zdiretz an der Doubrawa; do roku 1950 jen Ždírec) je město v okrese Havlíčkův Brod v Kraji Vysočina. Žije zde přibližně 3 100 obyvatel.

## Historie
První osadníci přicházeli do těchto končin na pomezí Čech a Moravy již v době kolonizační, aby udržovali obchodní stezku zvanou Liběcká. Stezka byla významnou cestou spojující Čechy s Moravou – Brno s Čáslaví a dále Prahou. O tomto osídlení nejsou ovšem dochovány konkrétní písemné zprávy. První písemná zmínka o obci pochází až z roku 1399.
Od středověku byla v okolí těžena železná ruda (např. lokalita Ranská jezírka).
Obec byla do konce druhé světové války málo významným sídlem, kde žilo zhruba 800 obyvatel. Obživu zajišťovalo obyvatelstvu drobné zemědělství a tkalcovství. 9. května roku 1945 byla obec bombardována letadly Rudé armády. Většina domů v obci byla nálety bombardérů buď zničena, nebo poškozena. Také v důsledku této události vysídlila z obce bezprostředně po válce zhruba čtvrtina obyvatel.
Velký rozvoj zaznamenala obec v období po druhé světové válce. V roce 1945 žilo v obci 600 obyvatel, v roce 1965 to bylo 1450 obyvatel, v roce 1990 již 2989 obyvatel. V roce 1995 obdržela obec Ždírec nad Doubravou z rukou předsedy Poslanecké sněmovny PČR znak a prapor. V roce 2000, přesně 19. ledna, udělil předseda Poslanecké sněmovny PČR obci titul město. Od roku 1951 je oficiální název obce Ždírec nad Doubravou pro odlišení od dalších obcí v blízkém okolí se stejným jménem. Od roku 1961 sem spadá jako místní část vesnice Benátky. Od 1. července 1985 do 23. listopadu 1990 byl částí obce Ždírec nad Doubravou Branišov.

## Přírodní poměry
Ždírec nad Doubravou, město na úpatí Žďárských vrchů a Železných hor, ležící na Liběcké stezce a historické křižovatce zemských cest v nadmořské výšce 555 m n. m. Součástí města Ždírec nad Doubravou jsou místní části Nové Ransko, Horní Studenec, Nový Studenec, Údavy, Kohoutov, Benátky a Stružinec.
Nachází se v severozápadní části Českomoravské vrchoviny. Ždírec nad Doubravou leží na hranicích CHKO Železné hory a CHKO Žďárské vrchy, na českomoravském pomezí, z jihu chráněn Ranským masívem a ze severu Železnými horami.

## Obyvatelstvo
| Rok            | 1869  | 1880  | 1890  | 1900  | 1910  | 1921  | 1930  | 1950  | 1961  | 1970  | 1980  | 1991  | 2001  | 2006  | 2014  | 2018  | 2019  | 2020  | 2021  | 2022  |
| -------------- | ----- | ----- | ----- | ----- | ----- | ----- | ----- | ----- | ----- | ----- | ----- | ----- | ----- | ----- | ----- | ----- | ----- | ----- | ----- | ----- |
| Počet obyvatel | 2 201 | 2 440 | 2 542 | 2 552 | 2 735 | 2 588 | 2 466 | 2 078 | 2 355 | 2 618 | 2 852 | 2 792 | 2 783 | 3 002 | 3 174 | 3 100 | 3 104 | 3 112 | 3 131 | 3 117 |

## Symboly
Znak a prapor byl obci Ždírec nad Doubravou udělen rozhodnutím předsedy Poslanecké sněmovny České republiky dne 19. ledna 1995.
Blasonování znaku: Stříbrným obráceným vidlicovým křížem dělený zelený štít s černou patou, z níž vyniká zlatý plamen (idea: vidlicový kříž – významná křižovatka; černá pata – žďáření, výroba dřevěného uhlí; plamen – oheň).
Blasonování praporu: Zelený list a bílou vidlicí, jejíž dvě ramena vycházejí u žerdi z horního a dolního okraje. Šířka ramene vidlice je 1/5 šířky listu. Zelený žerďový klín mezi rameny vidlice sahá do 1/3 délky listu. Poměr šířky k délce listu je 2:3.

## Školství
- Základní škola a Mateřská škola Ždírec nad Doubravou

## Hospodářství
Ždírec nad Doubravou je též znám svou průmyslovou zónou. Od roku 1997 zde byly vybudovány areály 15 firem z oboru dřevařství, stavebnictví, potravinářských technologií, strojírenství a zpracování plastů, ve kterých našly svoje zaměstnání stovky lidí. Tato zóna se postupně rozšiřuje a je k dispozici dalším domácím i zahraničním investorům. Ždírec nad Doubravou je centrem dřevařského průmyslu České republiky.
V místě je síť prodejen, služeb, stravování i ubytování.

## Doprava
Město Ždírec nad Doubravou leží na frekventované křižovatce silnic I/34, I/37 a II/345. Městem prochází železniční trať Pardubice – Havlíčkův Brod (v jízdním řádu č. 238).

## Turistika
Městem prochází 52 km dlouhá cyklotrasa 5127 z Radostína do Golčova Jeníkova, která kopíruje horní tok řeky Doubravy. V Radostíně navazuje na cyklotrasu 16 – Česko-moravská trasa a po trase na další cyklotrasy místního významu. Prameniště řeky Doubravy, jejíž údolí obsahuje množství zákoutí, příkrých srázů, jeskyní a vodopádů v Bílku (5 km), se nacházejí nad rybníkem Doubravník v Ranském masívu (7 km) a v okolí Malého Dářka. Nejvyšší vrchol Železných hor je Vestec (668 m n. m.), nabízející výhled na celé Chotěbořsko (9 km).
Rozsáhlé lesní porosty, ležící severním a východním směrem od města nabízejí ve vzdálenosti do patnácti kilometrů mnoho tras k výletům – rybník Januš, Hamerská nádrž s nejstarší sypanou hrází v Čechách, Žákova hora (810 m n. m.) se zbytky bukojedlového pralesa. Turistické možnosti nabízí i okolí Zalíbeného, Rychtářky a Kamenného vrchu se svým podhorským charakterem nebo lesní komplex Ranského (dříve Panského) Babylonu, na jehož jižním svahu se nachází Borovská jezírka – soustava zatopených prohlubní dávno opuštěných rudných dolů. K vodním sportům je možno využít rekreační rybník Řeka (4 km) či vzdálenější Velké Dářko (9 km).
Z pamětihodností v okolí se nabízí kostel sv. Václava s dřevěnou, šindelem krytou, zvonicí v Horním Studenci a renesanční zámek v Novém Studenci (3 km). Skanzeny v okolí – Veselý Kopec a Betlém v Hlinsku (10 km). Dále lze navštívit poutní areál Zelená hora u Žďáru nad Sázavou, který je na seznamu památek světového kulturního dědictví UNESCO (22 km), nebo Muzeum Karla Havlíčka Borovského v Havlíčkově Borové (12 km).

## Významné osobnosti
- František Bačkovský (1854–1908), historik a spisovatel, narozen v Benátkách. Významně ovlivnil zejména česká pravopisná pravidla pro psaní interpunkce, složených slov a vlastních jmen, byl též urputným zastáncem pravosti Rukopisů.
- Jan Vilím (1856–1923), grafik, narozen v Horním Studenci
- MUDr. Zdeňka Čermáková (1884–1968), lékařka v Bašce na ostrově Krk, narozená v Novém Studenci
- Ing. Robert Láznička (1887–1934), sportovní organizátor, narozen ve Ždírci

## Části města
- Ždírec nad Doubravou
- Benátky
- Horní Studenec
- Kohoutov
- Nové Ransko
- Nový Studenec
- Stružinec
- Údavy

## Partnerská města
- Michelhausen, Rakousko
- Velké Pavlovice, Česko